# Kolia Litscher
Kolia Litscher é um ator filho de pai russo-suíço (o encenador Hans-Peter Litscher) e mãe francesa (atriz Catherine Belkhodja).

## Biografia
Filho mais novo da família, levavam-no nas suas tournées teatrais na Alemanha, tendo literalmente instalado o berço no palco. As irmãs Maïwenn Le Besco, Isild Le Besco e Léonor Graser são igualmente actrizes, autoras, realizadoras e produtoras, assim como o irmão Jowan Le Besco, actor, autor-realizador e director de fotografia.
A sua mãe acabava de terminar uma rodagem em Beaubourg, com Chris Marker, quando um grito súbito do pintor Matta desencadeou a perda de águas e mal teve tempo de chegar à clínica para o parto de Kolia. A sua 2ª rodagem chegou logo a seguir, no momento da participação em Place des Vosges. Surgirá, em seguida, em algumas curtas-metragens de Emma de Caunes, Michel Fehler, Joséphine Flasseur e Emmanuelle Bercot, antes de encarnar um dos três heróis de Demi - tarif de Isild Le Besco, filme que será seleccionado para cerca de cinquenta festivais e será muito aclamado pela crítica. Em Charly contracena com Julie-Marie Parmentier; neste 2º filme de Isild Le Besco, Kolia encarna um adolescente revoltado. O filme será exibido ao público em 2007.

## Carreira

### Longas-metragens
- 1996 : La Puce de Emmanuelle Bercot
- 2004 : Demi tarif de Isild Le Besco
- 2006 : Charly de Isild Le Besco

### Curtas-metragens
- 1991: Place des Vosges de Catherine Belkhodja
- 1998: Le nombril du monde de Emma de Caunes
- 1999: Je voudrais faire du cinéma de Michel Fehler
- 2000: T'es où? de Isild Le Besco
- 2003: Brûlure indienne de Joséphine Flasseur

## Prémios
- 2000: Prémio do Melhor Argumento Junior no festival de Paris pelo seu  primeiro argumento:
- 2004: Prémio especial do Júri no European First Festival d’Angers
- 2004: Prémio Procirep. Primeiros planos, Angers
- 2004: Special Price of Jury do Festival de Séoul
- 2004: Grande Prémio do Júri, Crossing Europe Festival
- 2004: nomeação para o prémio Louis Deluc